# エイダン・マクギーディ

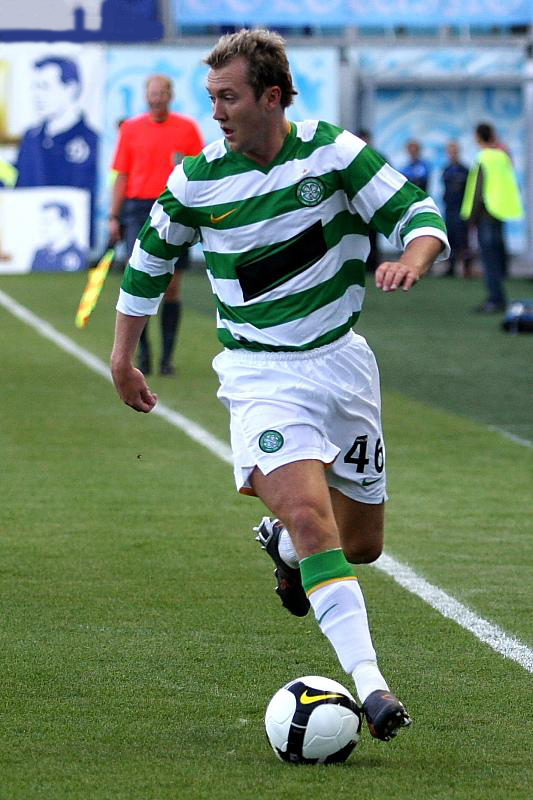
FCディナモ・モスクワ戦におけるセルティックFC時代のマクギーディ

エイデン・ジョン・マクギーディ（Aiden John McGeady [ˈeɪdən məˈgiːdi], 1986年4月4日 - ）は、スコットランド・グラスゴー出身の元サッカー選手、元アイルランド代表。現役時代のポジションは攻撃的ミッドフィルダー及びサイドハーフ、ウイング。姓は日本ではマッギーディと表記・発音されることもある。
スコティッシュ・プレミアリーグのセルティックFCでキャリアを開始し、4度のリーグ戦、2度のスコティッシュカップと2度のスコティッシュリーグカップのタイトルを獲得した後、2010年にロシアサッカー・プレミアリーグのFCスパルタク・モスクワに移籍する。スパルタク・モスクワでは準優勝だった。2014年1月にはプレミアリーグのエヴァートンFCと契約した。代表としてはスコットランド生まれであるが、祖父母の出身であるアイルランド代表を選択し、UEFA EURO 2012に参加した。
父のジョンもシェフィールド・ユナイテッドFCなどでプレーしたサッカー選手であった。

## 経歴

### クラブ

#### セルティック
スコティッシュ・プレミアリーグのセルティックFCの下部組織とリザーブチームで育成され、2004年4月24日の18歳の時にタインカッスル・スタジアムでのハート・オブ・ミドロシアンFC戦において公式戦及びリーグ戦初出場を飾ると、試合開始から17分に初得点を挙げた。同2003-04シーズンは、チームがリーグ優勝を決める中で4試合に出場した。翌シーズンは、UEFAチャンピオンズリーグ 2004-05において、2004年12月にセリエAのACミラン戦（0-0）でパオロ・マルディーニ、アレッサンドロ・ネスタ、アレッサンドロ・コスタクルタといったトップクラスの守備陣と相対した際に18歳ながらも堂々としたプレーを見せ、リーグ戦の方では27試合と出場数を大幅に増加させ、マーティン・オニール監督体制最後のシーズンを優勝で締めくくることに一役買った。2005-06シーズンは定期的な膝の負傷に悩まされ、両翼のショーン・マロニーと中村俊輔の存在から定位置を奪えずに苦労していたが、それでも19試合と一定の出場機会を得てリーグ優勝を獲得。2006-07シーズンは、2007年1月にマロニーがアストン・ヴィラFCに移籍したことに伴い定位置を確保することに成功し、チームのリーグ連覇に加え、UEFAチャンピオンズリーグ 2006-07において、最終的に優勝するミランにベスト16で延長戦の末に敗れこそしたが、マンチェスター・ユナイテッドFC、SLベンフィカ、FCコペンハーゲンをそれぞれ破り、チーム史上初（UEFAチャンピオンズリーグに移行後）のグループステージ突破に大きく貢献した。
2007-08シーズンは、メディアやファン、同僚から称賛される年となった。特に2008年2月10日のアバディーンFC戦では、チームの2得点目を挙げると、更にペナルティーエリアにおいてターンで相手を躱し、そこからクロスでスコット・マクドナルドの得点をアシストする活躍を見せており、グラスゴー・レンジャーズFCとのオールドファームにおいてもマクドナルドの同点をアシストする等で公式戦8得点24アシストを記録する活躍が評価され、4月20日にリーグ史上2人目となるスコットランドPFA年間最優秀選手賞とスコットランドPFA年間最優秀若手選手賞を同時受賞した選手となった（1人目はマロニー）。それから1週間後、最終節のダンディー・ユナイテッドFCを下して3連覇を達成すると共に2季連続のチャンピオンズリーグ本大会出場権を獲得した。しかし、2008-09シーズンは一転、特に後半戦はチームの不調と連動して精彩を欠き、ハート・オブ・ミドロシアン戦後に起用法を巡ってゴードン・ストラカン監督と衝突し、クラブから規律違反として給与2週間分の罰金に加え、2試合の出場停止が言い渡された。その後、ストラカン監督は否定したものの、終盤戦のレンジャーズとの重要な1戦でマロニーに取って代わられるなどから構想外と報じられたように状況は好転せず、最終的にチームはライバルのレンジャーズの後塵を拝して2位でシーズンを終了し、ストラカン監督は程なく辞任となった。
トニー・モウブレイ (en) 監督を新たに迎えた2009-10シーズンは、開幕戦のアバディーン戦において2得点を挙げる好調なスタート切っており、成績不振によりモウブレイ監督が3月に解任される事態にありながらも、負傷もなく34試合7得点16アシストと気を吐いていた。モウブレイ監督の後任として元同僚のニール・レノン監督が暫定的に就任することになったが、リーグ戦は昨季と同様に2位で終わり、カップ戦においてはロス・カウンティFCに破れ、2002-03シーズン以来の無冠となった。

#### スパルタク・モスクワ

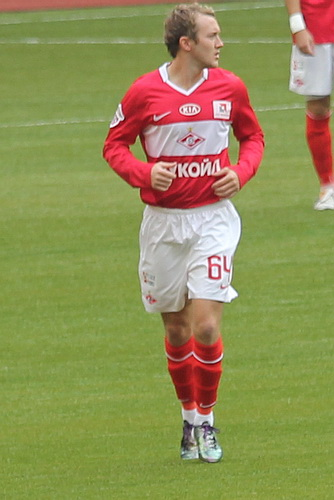
FCスパルタク・モスクワでのマクギーディ

2010年8月13日、長年所属していたセルティックを離れ、スコットランドのサッカー界史上最高となる移籍金950万ポンドでロシアサッカー・プレミアリーグのFCスパルタク・モスクワと4年半契約で合意した。9月のサトゥルン・ラメンスコーエ戦 (2-1) で初出場、同月下旬のFCアムカル・ペルミ戦 (2-2) で初得点を挙げ、最終節のライバル関係にあるFCディナモ・モスクワ戦では、後半にマルチン・コヴァルチク (en) へのファールによってレッドカードの退場処分となった。加入1季目は途中加入ということもあり、11試合のみの出場にとどまっていたが、12月10日にロシアサッカー連合から発表されたリーグのトップ33人の選手に名前を連ね、右ウイングの位置で2位に選出されたように異国の地でも活躍を見せた。UEFAヨーロッパリーグ 2010-11のFCバーゼル戦において、試合終了間際に得点を挙げてベスト16進出に導く好調な滑り出しとなった2011-12シーズンは、中心選手として31試合3得点を記録して2位に貢献したが、プレミアリーグでのプレー願望から契約終了後は留まることはないと発言した。
2012-13シーズンは、FCヴォルガ・ニジニ・ノヴゴロド戦でシーズン初得点を記録。2012年8月11日のFCゼニト・サンクトペテルブルク戦 (0-5) でレッドカードによる退場処分。UEFAチャンピオンズリーグ 2012-13においては古巣のセルティックと対戦となった。2013年5月のFCモルドヴィア・サランスク戦において先制点を挙げるも、ヴラディミール・ボジョヴィッチ (en) に対するファールでシーズン2度目の退場処分となると、レッドカードの判定に苛立ったマクギーディは、ユビレイニ・スタジアムの控室のドアを破壊した行為と合わせて6試合の出場停止となり、最終的に2試合の出場停止となった。出場停止明け後は、最終節のFCアラニア・ウラジカフカス戦 (2-0) において復帰し、同シーズンの出場を17試合5得点とした。
2013年7月21日のFCウラル・スヴェルドロフスク・オブラスト戦 (2-0) において、2013-14シーズン初出場及び初得点・初アシストを記録し、9月のFCクラスノダール戦 (3-0) ではアシストによるハットトリックを達成する等、得点のみならずアシストでも攻撃に貢献していたが、その後、チームの指示を無視する規律違反によって下部組織での練習を命じられた。この決定を下したにもかかわらず、ヴァレリー・カルピン監督にいつかはトップチームの練習に復帰するだろうと言葉を掛けられたが、罰則を受けた同11月から退団するまで出場することはなかった。

#### エヴァートン
2014年1月11日、プレミアリーグのエヴァートンFCと4年半契約で合意する。1月20日の敵地でのウェスト・ブロムウィッチ・アルビオンFC戦において初出場を飾った加入1季目は、プレミアリーグに移行してから最高となる勝ち点72を獲得し、5位でシーズンを終了する好調なクラブにあって、豊富な中盤のために途中出場が主体となり、先発出場は僅か3試合だった。
8月16日、2014-15シーズン開幕戦でのレスター・シティFC戦において、先発して移籍後初得点を挙げた。

#### サンダーランドAFC
2017年7月13日にサンダーランドと3年契約を結び、元プレストン監督のサイモン・グレイソンと再会した。 2017年8月4日、ダービー・カウンティとの1-1のドローでデビューを果たした。 翌週の2017年8月13日、ノリッジ・シティとの3-1の勝利で、20ヤードからの "超絶ストライク "でマクギーディはサンダーランドの初ゴールを決めた後、ルイス・グラバンをセットアップして2点目、クロスでサンダーランドの3点目を決めた。
彼は2018-19年のリーグ・ワン・プレイヤー・オブ・ザ・マンスに2度ノミネートされており、2月の受賞を果たした。個人賞にはルートン・タウンのジェームズ・コリンズが選ばれたが、マクジーディはサポーターズ・プレイヤー・オブ・ザ・イヤーに選ばれた。
2019年7月にはクラブと新たに1年契約を結んだ。 フィールド外での事件によるクラブでの将来に関する憶測を受け、フィル・パーキンソン監督は2019年12月12日、ドレッシングルームへの悪影響疑惑により、マクギーディにクラブでの将来はないと伝え、チームから離れてトレーニングを行うよう指示されたことを発表した。
2020年1月31日、マクギーディは2019-20シーズンの残りのシーズンをチャールトン・アスレチックにローンで加入した。

#### ハイバーニアン
2022年6月24日、ハイバーニアンFCに1年契約で加入した。

#### エア・ユナイテッド
2023年7月21日、エア・ユナイテッドFCに移籍した。
2024年10月17日、現役引退を表明した。

### 代表

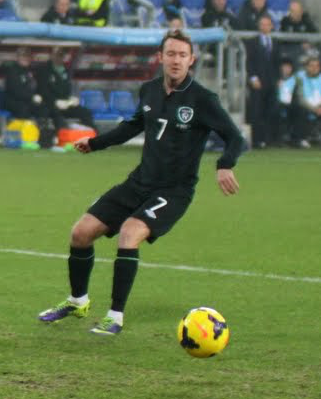
2013年11月、ポーランド戦におけるアイルランド代表でのマクギーディ

スコットランド生まれであるが、祖父母がアイルランド共和国ドニゴール県グウィドーからの移民であり、イギリスとアイルランドの二重国籍でアイルランドのパスポートを有しているため、アイルランド代表を選択する。パット・ボナー監督率いるU-15チームから年代別代表でプレーし、その後、スコットランド代表を率いるベルティ・フォクツ監督から勧誘されるも、最終的に合計3度もの招集を固辞したため、クラブでのプレーの際に敵地では裏切り者として度々非難された。
2004年6月3日のジャマイカ戦でアイルランドA代表として初出場を飾り、以来、監督が数人交代となっても定期的に招集され、特にジョバンニ・トラパットーニ監督体制下で顕著だったものの、2010 FIFAワールドカップ・ヨーロッパ予選において先発の定位置を失った。2011年3月26日のUEFA EURO 2012予選のマケドニア戦 (2-1) で代表初得点、10月7日の同予選におけるアンドラ戦で2得点目、エストニアとのプレーオフ第1戦 (4-0) では、クロスによってキース・アンドリュース (en) の得点をアシストした。その後、トラパットーニ監督によってUEFA EURO 2012の参加メンバーに選出されると、クロアチア戦で同大会におけるアイルランド代表の唯一となるショーン・セントレジャーの得点をフリーキックによってアシストした。
2014年9月7日、敵地で行われたUEFA EURO 2016予選初戦のジョージア戦 (2-1) において2得点を挙げた。

## 個人成績

### クラブでの成績
| クラブ                 | シーズン | リーグ | リーグ | リーグ   | カップ | カップ | カップ   | リーグ杯 | リーグ杯 | リーグ杯 | ヨーロッパ | ヨーロッパ | ヨーロッパ | 通算 | 通算 | 通算     |
| クラブ                 | シーズン | 出場   | 得点   | アシスト | 出場   | 得点   | アシスト | 出場     | 得点     | アシスト | 出場       | 得点       | アシスト   | 出場 | 得点 | アシスト |
| ---------------------- | -------- | ------ | ------ | -------- | ------ | ------ | -------- | -------- | -------- | -------- | ---------- | ---------- | ---------- | ---- | ---- | -------- |
| セルティックFC         | 2003-04  | 4      | 1      | 2        | 0      | 0      | 0        | 0        | 0        | 0        | 0          | 0          | 0          | 4    | 1    | 2        |
| セルティックFC         | 2004-05  | 27     | 4      | 7        | 5      | 0      | 1        | 2        | 1        | 3        | 3          | 0          | 0          | 37   | 5    | 11       |
| セルティックFC         | 2005-06  | 20     | 4      | 6        | 1      | 0      | 1        | 2        | 0        | 0        | 1          | 0          | 0          | 24   | 4    | 7        |
| セルティックFC         | 2006-07  | 34     | 5      | 8        | 4      | 0      | 3        | 2        | 0        | 2        | 6          | 0          | 0          | 46   | 5    | 13       |
| セルティックFC         | 2007-08  | 36     | 7      | 16       | 4      | 0      | 4        | 1        | 0        | 0        | 10         | 1          | 4          | 51   | 8    | 24       |
| セルティックFC         | 2008-09  | 29     | 3      | 6        | 3      | 1      | 2        | 4        | 2        | 2        | 4          | 1          | 0          | 40   | 7    | 10       |
| セルティックFC         | 2009-10  | 35     | 7      | 15       | 4      | 0      | 1        | 2        | 0        | 0        | 9          | 0          | 1          | 49   | 7    | 16       |
| セルティックFC         | 通算     | 185    | 31     | 60       | 21     | 1      | 11       | 13       | 3        | 7        | 33         | 2          | 5          | 252  | 37   | 83       |
| FCスパルタク・モスクワ | 2010     | 10     | 2      | 6        | 0      | 0      | 0        | –        | –        | –        | 7          | 0          | 3          | 17   | 2    | 9        |
| FCスパルタク・モスクワ | 2011-12  | 32     | 3      | 10       | 3      | 1      | 2        | –        | –        | –        | 6          | 1          | 0          | 41   | 5    | 12       |
| FCスパルタク・モスクワ | 2012-13  | 17     | 5      | 4        | 1      | 0      | 0        | –        | –        | –        | 5          | 0          | 3          | 23   | 5    | 7        |
| FCスパルタク・モスクワ | 2013-14  | 13     | 1      | 7        | 0      | 0      | 0        | –        | –        | –        | 0          | 0          | 0          | 13   | 1    | 7        |
| FCスパルタク・モスクワ | 通算     | 72     | 11     | 24       | 4      | 1      | 2        | –        | –        | –        | 17         | 1          | 3          | 93   | 13   | 29       |
| エヴァートンFC         | 2013-14  | 17     | 0      | 1        | 2      | 0      | 1        | –        | –        | –        | –          | –          | –          | 19   | 0    | 2        |
| エヴァートンFC         | 2014-15  | 5      | 1      | 1        | 0      | 0      | 0        | 1        | 0        | 0        | 1          | 0          | 0          | 7    | 1    | 1        |
| 総通算                 | 総通算   | 279    | 43     | 85       | 27     | 2      | 13       | 13       | 3        | 7        | 51         | 3          | 8          | 367  | 52   | 115      |

## タイトル

### クラブ
セルティックFC
- スコティッシュ・プレミアリーグ (4) : 2003-04, 2005-06, 2006-07, 2007-08
- スコティッシュリーグカップ (2) : 2005-06, 2008-09
- スコティッシュカップ (2) : 2004-05, 2006-07
- スコティッシュ・ユースカップ (1) : 2002-03
- スコティッシュ・プレミア・リザーブリーグ (3) : 2001-02, 2002-03, 2003-04
- U-19スコティッシュ・プレミアリーグ (2) : 2002-03, 2003-04

サンダーランドAFC
- EFLトロフィー (1) : 2020-21

### 個人
- スコットランドPFA年間最優秀選手賞 : 2007-2008
- スコットランドPFA年間最優秀若手選手賞（英語版） : 2007-2008
- スコットランドPFA年間ベストイレブン（英語版） (2): 2007-08, 2008-09
- スコティッシュ・プレミアリーグ月間最優秀選手賞 (3): 2004年12月度, 2007年11月度, 2008年2月度
- スコティッシュ・プレミアリーグ月間最優秀若手選手賞 (4): 2005年3月度, 2005年11月度, 2006年8月度, 2006年9月度
- FAIインターナショナル・フットボール・アワーズ（英語版）年間最優秀若手選手部門 : 2008